# リチャード・S・カステラーノ
リチャード・S・カステラーノ（Richard S. Castellano、1933年9月4日 - 1988年12月10日）は、アメリカ合衆国の俳優である。

## 来歴
1933年、ニューヨーク市ブロンクス区生まれ。イタリア系の家庭で生まれ、もともとは建設会社のマネージャーとして働いていたが、New Yiddish Theatreで働く機会を得たことから徐々に俳優としての道を歩み始めた。
1962年にテレビドラマシリーズの『裸の町』でプロデビューを果たし、1963年にはスティーブ・マックイーン主演の『マンハッタン物語』でノークレジットながらも映画デビューを果たした。その後、順調にキャリアを重ね1970年に出演したコメディ映画『ふたりの誓い』では、その演技力が高い評価を受けてアカデミー助演男優賞へノミネートされている。1972年にはフランシス・フォード・コッポラが監督・脚本を手掛けたマフィア映画『ゴッドファーザー』へ出演して、役者としての人気を不動のものにした。

### 私生活
女優として活動したArdell Sheridanと結婚しており、カステラーノが死去する1988年まで続いていた。ちなみに二人は『ゴッドファーザー』や、自身が出演したテレビドラマシリーズ『The Super』などで共演している。
妻は、カステラーノの死後、彼をニューヨークマフィアの五大ファミリーの一つとして知られているガンビーノ一家のボスとして知られたポール・カステラーノの甥であると主張したが、このことは彼の兄妹によって否定されている。

### 死去
1988年に心筋梗塞のためニュージャージー州の自宅で死去。55歳だった。

## 出演作品

### 映画
- マンハッタン物語 Love with the Proper Stranger (1963)
- マンハッタンの哀愁 Trois chambres à Manhattan (1965)
- 素晴らしき男 A Fine Madness (1966)
- The Star Wagon (1966) ※テレビ映画
- ボディガード A Lovely Way to Die (1968)
- The Choice (1969)
- ふたりの誓い Lovers and Other Strangers (1970)
- ゴッドファーザー The Godfather (1972)
- 検事 Incident on a Dark Street (1973)
- 暗黒街抗争実録 マフィア Honor Thy Father (1973)
- ジャグラー/ニューヨーク25時 Night of the Juggler (1980)
- ギャング Gangster Wars (1981)
- Dear Mr. Wonderful (1982)

### テレビドラマ
- 裸の町 Naked City (1962 - 1963)
- East Side/West Side (1963)
- Hawk (1966)
- N.Y.P.D. (1968, 1969)
- The Super (1972)
- Joe and Sons (1975, 1976)
- ゴッドファーザー・サガ The Godfather: A Novel for Television (1977)
- The Gangster Chronicles (1981)

## 参照
1. 1 2 3 4  “Richard S. Castellano Biography”. 2014年8月16日閲覧。
2. ↑  https://www.imdb.com/name/nm0144710/awards/?ref_=nm_awd
3. ↑  http://nypost.com/2012/03/11/leave-the-gun-take-my-career/
4. ↑  Seal, Mark (October 19, 2021). Leave the Gun, Take the Cannoli: The Epic Story of the Making of The Godfather. Simon and Schuster. ISBN 9781982158613